# マキシン・ヘリン (小惑星)
マキシン・ヘリン (5431 Maxinehelin) は小惑星帯にある小惑星。エレノア・ヘリンがパロマー天文台で発見した。
ヘリンの義母に因んで名付けられたとされている。